# Качур, Василий Захарович
Василий Захарович Качур (16 августа 1918, село Стрижавка, теперь посёлок Винницкого района Винницкой области — 31 октября 1986, город Винница) — украинский советский деятель, 1-й секретарь Бершадского райкома КПУ Винницкой области, 1-й заместитель председателя Ровенского облисполкома. Герой Социалистического Труда (1965). Депутат Верховного Совета УССР 6-7-го созывов. Член ЦК КПУ в 1966—1971 г.

## Биография
Родился в бедной крестьянской семье.
Трудовую деятельность начал в 1937 году водителем Стрижавского карьероуправления, впоследствии работал заведующим клуба, инспектором-культорганизатором на строительстве, агентом по заготовке сельскохозяйственных продуктов. Учился в Уманском сельскохозяйственном институте.
Во время Великой Отечественной войны действовал в подполье, входил в состав руководящей пятёрки Стрижавской подпольной группы, с 1943 года был командиром отделения партизанского отряда имени Суворова партизанского соединения имени Ленина, которое дислоцировалось в Винницкой области.
Член ВКП(б) с 1944 года.
В 1944—1949 г. — секретарь Винницкого районного комитета ЛКСМУ и одновременно заведующий отделом по работе среди сельской молодёжи Винницкого областного комитета ЛКСМУ.
С февраля 1949 г. — 2-й секретарь Плисковского районного комитета КП(б)У Винницкой области.
В 1951 году окончил Одесскую партийную школу.
В 1951—1959 г. — 2-й секретарь Шпиковского районного комитета КП(б)У Винницкой области; председатель исполнительного комитета Джулинской районного совета депутатов трудящихся Винницкой области; 1-й секретарь Джулинского районного комитета КПУ Винницкой области.
В 1959—1962 г. — 1-й секретарь Бершадского районного комитета КПУ Винницкой области. В 1962—1965 г. — секретарь Бершадского производственного колхозно-совхозного партийного комитета КПУ. В 1965—1970 г. — 1-й секретарь Бершадского районного комитета КПУ Винницкой области.
В 1970—1972 г. — 1-й заместитель председателя исполнительного комитета Ровенской областной совета депутатов трудящихся.
В 1972—1979 г. — директор Винницкого семенного завода.
Потом — на пенсии в городе Виннице.

## Награды
- Герой Социалистического Труда (31.12.1965)
- два ордена Ленина (1958, 31.12.1965)
- орден Трудового Красного Знамени
- орден Отечественной войны 2-й ст. (23.12.1985)
- ордена
- медали
- две Почетные грамоты Президиума Верховного Совета УССР

## Ссылка
- Архивная копия от 10 апреля 2016 на Wayback Machine